# とけい座超銀河団

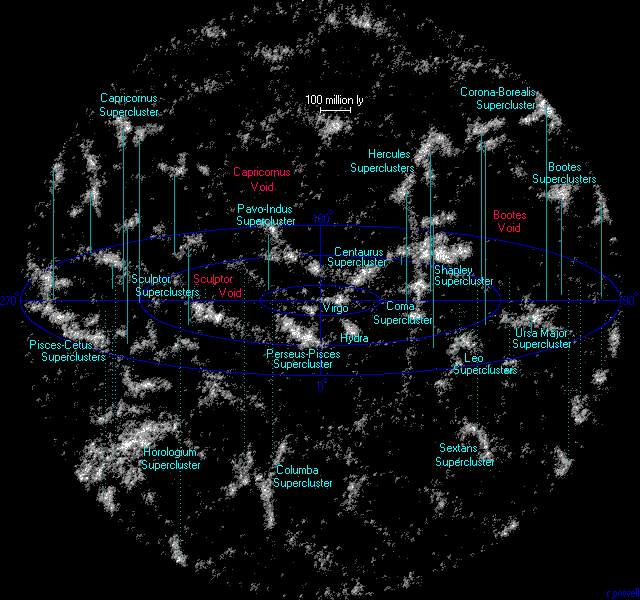
宇宙大規模構造。太陽系は中央に位置し、左下のHorologium Supercluster がとけい座超銀河団。

とけい座超銀河団（英語: Horologium Supercluster、SCL 048）は、とけい座及びエリダヌス座の方角に位置する超銀河団で、差し渡しは約5.5億光年である。質量は約1017太陽質量に相当し、これは天の川銀河を含むラニアケア超銀河団とほぼ同程度とされる。
超銀河団の最も近い領域（主に画像下部の銀河団）は地球から約7億光年離れており、最も遠い領域（主に画像上部の銀河団）は地球から約12億光年離れていると推定されている。約5,000個の銀河群（内訳は、約30,000個の巨大銀河と約300,000個の矮小銀河）を含み、Abell 3266もこの超銀河団に含まれる。